# Перемильська сільська рада
Пере́мильська сільська́ ра́да — адміністративно-територіальна одиниця та орган місцевого самоврядування в Горохівському районі Волинської області. Адміністративний центр — село Перемиль.

## Загальні відомості
- Територія ради: 43,11 км²
- Населення ради: 2441 особа (станом на 2001 рік). Кількість дворів — 774.
- Територією ради протікає річки Стир і Липа.

## Населені пункти
Сільраді підпорядковані населені пункти:
- с. Перемиль
- с. Богунівка
- с. Гумнище
- с. Липа
- с. Старики

## Населення
Згідно з переписом УРСР 1989 року чисельність наявного населення сільської ради становила 2475 осіб, з яких 1154 чоловіки та 1321 жінка.
За переписом населення України 2001 року в сільській раді мешкало 2446 осіб.

### Мова
Розподіл населення за рідною мовою за даними перепису 2001 року:
| Мова       | Відсоток |
| ---------- | -------- |
| українська | 99,63 %  |
| російська  | 0,33 %   |

## Господарська діяльність
В Перемильській сільській раді працює 3 школи: 1 початкових, 1 неповна середня і 1 середня, 2 будинки культури, 2 бібліотеки, 1 дитячий садок, 5 медичних закладів, 1 відділення зв'язку, 5 АТС на 208 номерів, 16 торговельних закладів. Наявне проводове радіомовлення.
На території ради розташовані Свято-Різдво-Богородичний храм (с. Гумнище), Свято-Дмитріївська церква (с. Липа), Свято-Покровська церква (с. Перемиль), Городище Панська гора (с. Перемиль), Курган «Могила сорока дівчат» (с. Гумнище).
На території ради знаходиться частина Хрінницького водосховища.

## Склад ради
Рада складається з 14 депутатів та голови.
- Голова ради: Маселко Надія Дмитрівна
- Секретар ради: Юзвик Євгенія Миколаївна

### Керівний склад попередніх скликань
| Прізвище, ім'я, по батькові | Основні відомості                                                         | Дата обрання | Дата звільнення |
| --------------------------- | ------------------------------------------------------------------------- | ------------ | --------------- |
| Маселко Надія Дмитрівна     | Сільський голова, 1957 року народження, освіта вища, член Народної партії | 26.03.2006   | 31.10.2010      |
| Маселко Надія Дмитрівна     | Сільський голова, 1957 року народження, освіта вища, позапартійна         | 31.10.2010   | 25.10.2015      |
| Маселко Надія Дмитрівна     | Сільський голова, 1957 року народження, освіта вища, безпартійна          | 25.10.2015   |                 |

Примітка: таблиця складена за даними сайту Верховної Ради України та ЦВК

### Депутати VII скликання
За результатами місцевих виборів 2015 року:
- Кількісний склад ради: 14
- Кількість обраних: 13
- Кількість мандатів, що залишаються вакантними: 1

#### За суб'єктами висування
| Суб'єкт висування | Кількість обраних депутатів | %      |
| ----------------- | --------------------------- | ------ |
| Самовисування     | 13                          | 100.00 |

#### За округами
| № округу | Прізвище, ім'я, по батькові              | Ким висунуто                             | Дата нар.                                | Освіта                                   | Партійна приналежність                   | Відомості                                          |
| -------- | ---------------------------------------- | ---------------------------------------- | ---------------------------------------- | ---------------------------------------- | ---------------------------------------- | -------------------------------------------------- |
| 1        | Панасюк Іван Васильович                  | Самовисування                            | 18.01.1973                               | загальна середня                         | безпартійний                             | ТОВ"Волинь-Агро", охоронник                        |
| 2        | Юзвик Євгенія Миколаївна                 | Самовисування                            | 22.08.1964                               | вища                                     | безпартійна                              | Перемильська с/р, секретар                         |
| 3        | Боярчук Володимир Петрович               | Самовисування                            | 11.05.1959                               | загальна середня                         | безпартійний                             | Перемильська ЗОШ, вчитель                          |
| 4        | Гринчук Ярослав Васильович               | Самовисування                            | 29.08.1943                               | вища                                     | безпартійний                             | Пенсіонер                                          |
| 5        | Місюра Катерина Миколаївна               | Самовисування                            | 02.09.1967                               | загальна середня                         | безпартійна                              | Не працює                                          |
| 6        | Волошенюк Ольга Анатоліївна              | Самовисування                            | 13.05.1971                               | вища                                     | безпартійна                              | Берестечківська районна Лікарня№ 2, медична сестра |
| 7        | Хведчук Юлія Ігорівна                    | Самовисування                            | 01.09.1989                               | вища                                     | безпартійна                              | Не працює                                          |
| 8        | Бомбелюк Людмила Афонівна                | Самовисування                            | 19.10.1962                               | загальна середня                         | безпартійна                              | Вет. аптека, продавець                             |
| 9        | Колбасюк Петро Іванович                  | Самовисування                            | 27.06.1965                               | вища                                     | безпартійний                             | Берестечківська лікарня, лікар-хірург              |
| 10       | Нестерук Ярослав Васильович              | Самовисування                            | 31.10.1955                               | вища                                     | безпартійний                             | Пенсіонер                                          |
| 11       | Призначені повторні вибори на 27.12.2015 | Призначені повторні вибори на 27.12.2015 | Призначені повторні вибори на 27.12.2015 | Призначені повторні вибори на 27.12.2015 | Призначені повторні вибори на 27.12.2015 | Призначені повторні вибори на 27.12.2015           |
| 12       | Ошуркевич Аліна Сергіївна                | Самовисування                            | 19.10.1983                               | вища                                     | безпартійна                              | Не працює                                          |
| 13       | Панасюк Микола Тимофійович               | Самовисування                            | 16.10.1956                               | загальна середня                         | безпартійний                             | ТОВ «Волинь-Агро», електрик                        |
| 14       | Ковальчук Юлія Володимирівна             | Самовисування                            | 06.06.1987                               | загальна середня                         | безпартійна                              | Всеукраїнська спілка, менеджер                     |